# Copa Mundial de Fútbol Sub-17 de 1999
La Copa Mundial Sub-17 de la FIFA Nueva Zelanda 1999 (en inglés: FIFA Under 17 World Cup New Zealand 1999) fue la VIII edición de la Copa Mundial de Fútbol Sub-17. Esta versión del torneo se realizó en Nueva Zelanda, entre el 10 y 27 de noviembre de 1999.
Las selecciones participantes pudieron inscribir a jugadores nacidos a partir del 1 de enero de 1982. El ganador del título fue la selección de Brasil que superó en la final a Australia mediante los tiros desde el punto penal.

## Sedes
| Nueva Zelanda           | Nueva Zelanda                        | Nueva Zelanda     |
| ----------------------- | ------------------------------------ | ----------------- |
| Auckland                | Auckland Napier Christchurch Dunedin | Napier            |
| Estadio North Harbour   | Auckland Napier Christchurch Dunedin | McLean Park       |
| Capacidad: 25,000       | Auckland Napier Christchurch Dunedin | Capacidad: 21,000 |
|                         | Auckland Napier Christchurch Dunedin |                   |
| Christchurch            | Auckland Napier Christchurch Dunedin | Dunedin           |
| Queen Elizabeth II Park | Auckland Napier Christchurch Dunedin | Carisbrook        |
| Capacidad: 20,000       | Auckland Napier Christchurch Dunedin | Capacidad: 29,000 |
|                         | Auckland Napier Christchurch Dunedin |                   |

## Equipos participantes
En cursiva, los equipos debutantes en la Copa Mundial de Fútbol Sub-17.
| Clasificatorias | Clasificatorias | Clasificatorias | Clasificatorias | Clasificatorias | Clasificatorias |
| --------------- | --------------- | --------------- | --------------- | --------------- | --------------- |
| AFC             | CAF             | Concacaf        | Conmebol        | OFC             | UEFA            |

| Equipos participantes | Equipos participantes | Equipos participantes | Equipos participantes | Equipos participantes |
| --------------------- | --------------------- | --------------------- | --------------------- | --------------------- |
| Alemania              | España                | Malí                  | Polonia               |                       |
| Australia             | Estados Unidos        | México                | Catar                 |                       |
| Brasil                | Ghana                 | Nueva Zelanda         | Tailandia             |                       |
| Burkina Faso          | Jamaica               | Paraguay              | Uruguay               |                       |

## Resultados

### Primera fase

#### Grupo A
| Equipo         | Pts | PJ | PG | PE | PP | GF | GC | Dif |
| -------------- | --- | -- | -- | -- | -- | -- | -- | --- |
| Estados Unidos | 7   | 3  | 2  | 1  | 0  | 4  | 2  | 2   |
| Uruguay        | 4   | 3  | 1  | 1  | 1  | 6  | 2  | 4   |
| Nueva Zelanda  | 3   | 3  | 1  | 0  | 2  | 3  | 8  | -5  |
| Polonia        | 2   | 3  | 0  | 2  | 1  | 3  | 4  | -1  |

| 10 de noviembre de 1999, 19:30 | Nueva Zelanda | 1:2 (1:0) | Estados Unidos             | Estadio North Harbour, Auckland                           |                                                           |
|                                | Mulligan 16'  | Reporte   | Thompson 69' · Donovan 74' | Asistencia: 14.103 espectadores Árbitro(s): Wolfang Stark | Asistencia: 14.103 espectadores Árbitro(s): Wolfang Stark |

| 11 de noviembre de 1999, 19:30 | Uruguay     | 1:1 (0:0) | Polonia   | Estadio North Harbour, Auckland                          |                                                          |
|                                | Álvarez 46' | Reporte   | Madej 51' | Asistencia: 3.623 espectadores Árbitro(s): Hichem Guirat | Asistencia: 3.623 espectadores Árbitro(s): Hichem Guirat |

| 13 de noviembre de 1999, 13:45 | Nueva Zelanda | 0:5 (0:2) | Uruguay                                                             | Estadio North Harbour, Auckland                              |                                                              |
|                                |               | Reporte   | Lapolla 42' · Peralta 45+1' · Leal 63' · Martínez 71' · Meneses 77' | Asistencia: 10.265 espectadores Árbitro(s): Costas Kapitanis | Asistencia: 10.265 espectadores Árbitro(s): Costas Kapitanis |

| 13 de noviembre de 1999, 16:00 | Estados Unidos     | 1:1 (0:1) | Polonia          | Estadio North Harbour, Auckland                                 |                                                                 |
|                                | Donovan 89' (pen.) | Reporte   | Madej 43' (pen.) | Asistencia: 10.265 espectadores Árbitro(s): Robert Troxer Ayala | Asistencia: 10.265 espectadores Árbitro(s): Robert Troxer Ayala |

| 16 de noviembre de 1999, 18:00 | Polonia          | 1:2 (0:0) | Nueva Zelanda             | Estadio North Harbour, Auckland                               |                                                               |
|                                | Mierzejewski 88' | Reporte   | Mulligan 53' · Pearce 64' | Asistencia: 7.643 espectadores Árbitro(s): Edgar Rangel Pérez | Asistencia: 7.643 espectadores Árbitro(s): Edgar Rangel Pérez |

| 16 de noviembre de 1999, 20:15 | Estados Unidos | 1:0 (0:0) | Uruguay | Estadio North Harbour, Auckland                           |                                                           |
|                                | Onyewu 90'     | Reporte   |         | Asistencia: 7.643 espectadores Árbitro(s): Kyros Vassaras | Asistencia: 7.643 espectadores Árbitro(s): Kyros Vassaras |

#### Grupo B
| Equipo    | Pts | PJ | PG | PE | PP | GF | GC | Dif |
| --------- | --- | -- | -- | -- | -- | -- | -- | --- |
| Ghana     | 7   | 3  | 2  | 1  | 0  | 12 | 2  | 10  |
| México    | 6   | 3  | 2  | 0  | 1  | 5  | 4  | 1   |
| España    | 4   | 3  | 1  | 1  | 1  | 7  | 2  | 5   |
| Tailandia | 0   | 3  | 0  | 0  | 3  | 1  | 17 | -16 |

| 11 de noviembre de 1999, 16:00 | Ghana        | 1:1 (1:0) | España      | McLean Park, Napier                                      |                                                          |
|                                | Attiku 45+2' | Reporte   | Mario 90+7' | Asistencia: 4.000 espectadores Árbitro(s): Toru Kamikawa | Asistencia: 4.000 espectadores Árbitro(s): Toru Kamikawa |

| 11 de noviembre de 1999, 18:15 | México                                                | 4:0 (2:0) | Tailandia | McLean Park, Napier                                              |                                                                  |
|                                | Estrada 7' · Galindo 38' · Ramírez 53' · Grijalva 76' | Reporte   |           | Asistencia: 3.950 espectadores Árbitro(s): Bruce Edward Grimshaw | Asistencia: 3.950 espectadores Árbitro(s): Bruce Edward Grimshaw |

| 13 de noviembre de 1999, 13:45 | España                                                            | 6:0 (4:0) | Tailandia | McLean Park, Napier                                   |                                                       |
|                                | Aitor 35', 44', 90+1' · Albert 42' · Ernesto 45+1' · Jonathan 80' | Reporte   |           | Asistencia: 5.200 espectadores Árbitro(s): Noel Bynoe | Asistencia: 5.200 espectadores Árbitro(s): Noel Bynoe |

| 13 de noviembre de 1999, 16:00 | Ghana                              | 4:0 (1:0) | México | McLean Park, Napier                                              |                                                                  |
|                                | Lamptey 38', 75' · Attiku 71', 89' | Reporte   |        | Asistencia: 5.200 espectadores Árbitro(s): Bruce Edward Grimshaw | Asistencia: 5.200 espectadores Árbitro(s): Bruce Edward Grimshaw |

| 16 de noviembre de 1999, 16:00 | Tailandia  | 1:7 (0:4) | Ghana                                                        | McLean Park, Napier                                    |                                                        |
|                                | Suriya 62' | Reporte   | Dong-Bortey 7', 16', 50' · Addo 22', 28', 52' · Obodai 90+1' | Asistencia: 4.056 espectadores Árbitro(s): Mark Shield | Asistencia: 4.056 espectadores Árbitro(s): Mark Shield |

| 16 de noviembre de 1999, 18:15 | España | 0:1 (0:1) | México      | McLean Park, Napier                                     |                                                         |
|                                |        | Reporte   | Vallejo 38' | Asistencia: 4.056 espectadores Árbitro(s): Byron Moreno | Asistencia: 4.056 espectadores Árbitro(s): Byron Moreno |

#### Grupo C
| Equipo    | Pts | PJ | PG | PE | PP | GF | GC | Dif |
| --------- | --- | -- | -- | -- | -- | -- | -- | --- |
| Australia | 6   | 3  | 2  | 0  | 1  | 4  | 3  | 1   |
| Brasil    | 5   | 3  | 1  | 2  | 0  | 2  | 1  | 1   |
| Alemania  | 2   | 3  | 0  | 2  | 1  | 1  | 2  | -1  |
| Malí      | 2   | 3  | 0  | 2  | 1  | 0  | 1  | -1  |

| 12 de noviembre de 1999, 13:45 | Brasil                               | 2:1 (1:0) | Australia       | Queen Elizabeth II Park, Christchurch                      |                                                            |
|                                | Marquinhos 31' · Carlos Henrique 66' | Reporte   | Macallister 81' | Asistencia: 6.000 espectadores Árbitro(s): Tomasz Mikulski | Asistencia: 6.000 espectadores Árbitro(s): Tomasz Mikulski |

| 12 de noviembre de 1999, 16:00 | Malí | 0:0     | Alemania | Queen Elizabeth II Park, Christchurch                   |                                                         |
|                                |      | Reporte |          | Asistencia: 6.000 espectadores Árbitro(s): Byron Moreno | Asistencia: 6.000 espectadores Árbitro(s): Byron Moreno |

| 14 de noviembre de 1999, 16:00 | Australia                          | 2:1 (0:1) | Alemania | Queen Elizabeth II Park, Christchurch                        |                                                              |
|                                | Cansdell-Sherriff 66' · Byrnes 70' | Reporte   | Haas 9'  | Asistencia: 4.000 espectadores Árbitro(s): Isaack Abdulkadir | Asistencia: 4.000 espectadores Árbitro(s): Isaack Abdulkadir |

| 14 de noviembre de 1999, 18:15 | Brasil | 0:0     | Malí | Queen Elizabeth II Park, Christchurch                         |                                                               |
|                                |        | Reporte |      | Asistencia: 4.000 espectadores Árbitro(s): Edgar Rangel Pérez | Asistencia: 4.000 espectadores Árbitro(s): Edgar Rangel Pérez |

| 17 de noviembre de 1999, 16:00 | Alemania | 0:0     | Brasil | Queen Elizabeth II Park, Christchurch                    |                                                          |
|                                |          | Reporte |        | Asistencia: 6.500 espectadores Árbitro(s): Hichem Guirat | Asistencia: 6.500 espectadores Árbitro(s): Hichem Guirat |

| 17 de noviembre de 1999, 18:15 | Australia    | 1:0 (1:0) | Malí | Queen Elizabeth II Park, Christchurch                    |                                                          |
|                                | McDonald 23' | Reporte   |      | Asistencia: 6.500 espectadores Árbitro(s): Carlos Batres | Asistencia: 6.500 espectadores Árbitro(s): Carlos Batres |

#### Grupo D
| Equipo       | Pts | PJ | PG | PE | PP | GF | GC | Dif |
| ------------ | --- | -- | -- | -- | -- | -- | -- | --- |
| Paraguay     | 7   | 3  | 2  | 1  | 0  | 9  | 2  | 7   |
| Catar        | 6   | 3  | 2  | 0  | 1  | 6  | 3  | 3   |
| Burkina Faso | 4   | 3  | 1  | 1  | 1  | 4  | 4  | 0   |
| Jamaica      | 0   | 3  | 0  | 0  | 3  | 0  | 10 | -10 |

| 12 de noviembre de 1999, 18:00 | Jamaica | 0:1 (0:1) | Burkina Faso | Carisbrook, Dunedin                                       |                                                           |
|                                |         | Reporte   | Compaore 12' | Asistencia: 5.173 espectadores Árbitro(s): Kyros Vassaras | Asistencia: 5.173 espectadores Árbitro(s): Kyros Vassaras |

| 12 de noviembre de 1999, 20:15 | Paraguay                | 2:0 (1:0) | Catar | Carisbrook, Dunedin                                    |                                                        |
|                                | Fretes 37' · Guzmán 57' | Reporte   |       | Asistencia: 5.173 espectadores Árbitro(s): Mark Shield | Asistencia: 5.173 espectadores Árbitro(s): Mark Shield |

| 14 de noviembre de 1999, 18:00 | Burkina Faso | 1:2 (0:2) | Catar                  | Carisbrook, Dunedin                                      |                                                          |
|                                | Kabore 57'   | Reporte   | Rasoul 16' (pen.), 37' | Asistencia: 4.662 espectadores Árbitro(s): Carlos Batres | Asistencia: 4.662 espectadores Árbitro(s): Carlos Batres |

| 14 de noviembre de 1999, 20:15 | Jamaica | 0:5 (0:4) | Paraguay                                                              | Carisbrook, Dunedin                                        |                                                            |
|                                |         | Reporte   | Ferreira 11' · Da Silva 15', 80' (pen.) · Cabrera 30' · Figueredo 43' | Asistencia: 4.662 espectadores Árbitro(s): Taj Addin Fares | Asistencia: 4.662 espectadores Árbitro(s): Taj Addin Fares |

| 17 de noviembre de 1999, 18:00 | Catar                                         | 4:0 (0:0) | Jamaica | Carisbrook, Dunedin                                         |                                                             |
|                                | Rasoul 52', 63' · Abuhamda 69' · Budawood 91' | Reporte   |         | Asistencia: 2.180 espectadores Árbitro(s): Costas Kapitanis | Asistencia: 2.180 espectadores Árbitro(s): Costas Kapitanis |

| 17 de noviembre de 1999, 20:15 | Burkina Faso       | 2:2 (0:2) | Paraguay                  | Carisbrook, Dunedin                                       |                                                           |
|                                | Ouedraogo 50', 53' | Reporte   | Cabrera 4' · Ferreira 45' | Asistencia: 2.180 espectadores Árbitro(s): Wolfgang Stark | Asistencia: 2.180 espectadores Árbitro(s): Wolfgang Stark |

### Segunda fase
|  | Cuartos de final              | Cuartos de final          |                               |       | Semifinales    | Semifinales  |  |  | Final                     | Final |
|  |                               |                           |                               |       |                |              |  |  |                           |       |
|  | Auckland, 20 de noviembre     |                           |                               |       |                |              |  |  |                           |       |
|  |                               |                           |                               |       |                |              |  |  |                           |       |
|  | Estados Unidos                | 3                         |                               |       |                |              |  |  |                           |       |
|  | Estados Unidos                | 3                         | Christchurch, 24 de noviembre |       |                |              |  |  |                           |       |
|  | México                        | 2                         |                               |       |                |              |  |  |                           |       |
|  | México                        | 2                         | Estados Unidos                | 2 (6) |                |              |  |  |                           |       |
|  | Christchurch, 21 de noviembre |                           | Estados Unidos                | 2 (6) |                |              |  |  |                           |       |
|  |                               | Australia (pen.)          | 2 (7)                         |       |                |              |  |  |                           |       |
|  | Australia                     | Australia (pen.)          | 2 (7)                         | 1     |                |              |  |  |                           |       |
|  | Australia                     |                           | Auckland, 27 de noviembre     | 1     |                |              |  |  |                           |       |
|  | Catar                         | 0                         |                               |       |                |              |  |  |                           |       |
|  | Catar                         | 0                         | Australia                     | 0 (7) |                |              |  |  |                           |       |
|  | Napier, 20 de noviembre       |                           | Australia                     | 0 (7) |                |              |  |  |                           |       |
|  |                               | Brasil (pen.)             | 0 (8)                         |       |                |              |  |  |                           |       |
|  | Ghana (pró.)                  | Brasil (pen.)             | 0 (8)                         | 3     |                |              |  |  |                           |       |
|  | Ghana (pró.)                  | Auckland, 24 de noviembre |                               | 3     |                |              |  |  |                           |       |
|  | Uruguay                       | 2                         |                               |       |                |              |  |  |                           |       |
|  | Uruguay                       | 2                         | Ghana                         | 2 (2) | Tercer lugar   | Tercer lugar |  |  |                           |       |
|  | Dunedin, 21 de noviembre      |                           | Ghana                         | 2 (2) |                |              |  |  |                           |       |
|  |                               | Brasil (pen.)             | 2 (4)                         |       |                |              |  |  |                           |       |
|  | Paraguay                      | Brasil (pen.)             | 2 (4)                         | 1     | Estados Unidos | 0            |  |  |                           |       |
|  | Paraguay                      |                           |                               | 1     | Estados Unidos | 0            |  |  |                           |       |
|  | Brasil                        | 4                         |                               | Ghana | 2              |              |  |  |                           |       |
|  | Brasil                        | 4                         |                               |       | 2              |              |  |  |                           |       |
|  |                               |                           |                               |       |                |              |  |  | Auckland, 27 de noviembre |       |
|  |                               |                           |                               |       |                |              |  |  |                           |       |

#### Cuartos de final
| 20 de noviembre de 1999, 14:00 | Estados Unidos                         | 3:2 (2:1) | México                 | Estadio North Harbour, Auckland                          |                                                          |
|                                | Beasley 38' · Cila 43' · Beckerman 48' | Reporte   | Vallejo 2' · Yanes 70' | Asistencia: 7.483 espectadores Árbitro(s): Carlos Batres | Asistencia: 7.483 espectadores Árbitro(s): Carlos Batres |

| 20 de noviembre de 1999, 16:00 | Ghana                                 | 3:2 (2:2, 2:1) (t. s.) | Uruguay               | McLean Park, Napier                                           |                                                               |
|                                | Addo 35', 107' · Novegil 45+1' (a.g.) | Reporte                | Olivera 9' · Leal 65' | Asistencia: 5.600 espectadores Árbitro(s): Edgar Rangel Pérez | Asistencia: 5.600 espectadores Árbitro(s): Edgar Rangel Pérez |

| 21 de noviembre de 1999, 14:00 | Australia    | 1:0 (0:0) | Catar | Queen Elizabeth II Park, Christchurch                    |                                                          |
|                                | Di Iorio 55' | Reporte   |       | Asistencia: 3.500 espectadores Árbitro(s): Wolfang Stark | Asistencia: 3.500 espectadores Árbitro(s): Wolfang Stark |

| 21 de noviembre de 1999, 16:00 | Paraguay     | 1:4 (1:2) | Brasil                            | Carisbrook, Dunedin                                        |                                                            |
|                                | Da Silva 42' | Reporte   | Leonardo 26', 37', 56' · Cacá 90' | Asistencia: 7.251 espectadores Árbitro(s): Taj Addin Fares | Asistencia: 7.251 espectadores Árbitro(s): Taj Addin Fares |

#### Semifinales
| 24 de noviembre de 1999, 16:00 | Estados Unidos                                                          | 2:2 (2:2, 1:2) (t. s.)(6:7 p.) | Australia                                                                                | Queen Elizabeth II Park, Christchurch                   |                                                         |
|                                | Donovan 36' · Onyewu 52'                                                | Reporte                        | Byrnes 2' · McDonald 35'                                                                 | Asistencia: 5.000 espectadores Árbitro(s): Byron Moreno | Asistencia: 5.000 espectadores Árbitro(s): Byron Moreno |
|                                |                                                                         | Tiros desde el punto penal     |                                                                                          |                                                         |                                                         |
|                                | Donovan · Beasley · Convey · Akwari · Thompson · Gregorio · Yi · Cutler |                                | Byrnes · Di Iorio · Cansdell-Sherriff · Srhoj · North · MacAllister · Goulding · Kennedy |                                                         |                                                         |

| 24 de noviembre de 1999, 19:30 | Ghana                                  | 2:2 (2:2, 0:2) (t. s.)(2:4 p.) | Brasil                                                   | Estadio North Harbour, Auckland                              |                                                              |
|                                | Lapmtey 66' · Addo 81'                 | Reporte                        | Leonardo 26' · Tetteh 28' (a.g.)                         | Asistencia: 12.451 espectadores Árbitro(s): Costas Kapitanis | Asistencia: 12.451 espectadores Árbitro(s): Costas Kapitanis |
|                                |                                        | Tiros desde el punto penal     |                                                          |                                                              |                                                              |
|                                | Essien · Don-Bortey · Obodai · Nkrumah |                                | Leonardo · Marquinhos · Eduardo Costa · Walker · Ricardo |                                                              |                                                              |

#### Tercer lugar
| 27 de noviembre de 1999, 13:15 | Estados Unidos | 0:2 (0:1) | Ghana                  | Estadio North Harbour, Auckland                             |                                                             |
|                                |                | Reporte   | Pimpong 35' · Addo 84' | Asistencia: 15.675 espectadores Árbitro(s): Taj Addin Fares | Asistencia: 15.675 espectadores Árbitro(s): Taj Addin Fares |

#### Final
| 27 de noviembre de 1999, 16:00 | Australia                                                                              | 0:0 (t. s.)(7:8 p.)        | Brasil                                                                                          | Estadio North Harbour, Auckland                            |                                                            |
|                                |                                                                                        | Reporte                    |                                                                                                 | Asistencia: 22.859 espectadores Árbitro(s): Kyros Vassaras | Asistencia: 22.859 espectadores Árbitro(s): Kyros Vassaras |
|                                |                                                                                        | Tiros desde el punto penal |                                                                                                 |                                                            |                                                            |
|                                | Byrnes · Di Iorio · Srhoj · Madaschi · North · MacAllister · Goulding · Kennedy · Fyfe |                            | Leonardo · Marquinhos · Eduardo Costa · Walker · Ricardo · Leo · Bruno Leite · Souza · Leonardo |                                                            |                                                            |

#### Campeón
| Brasil                   |
| Campeón Brasil 2° título |

## Posiciones Finales
| Equipo | Equipo         | Pts | PJ | PG | PE | PP | GF | GC | Dif |
| ------ | -------------- | --- | -- | -- | -- | -- | -- | -- | --- |
| 1      | Brasil         | 10  | 6  | 2  | 4  | 0  | 8  | 4  | +4  |
| 2      | Australia      | 11  | 6  | 3  | 2  | 1  | 7  | 5  | +2  |
| 3      | Ghana          | 14  | 6  | 4  | 2  | 0  | 19 | 6  | +13 |
| 4      | Estados Unidos | 11  | 6  | 3  | 2  | 1  | 9  | 8  | +1  |
| 5      | Paraguay       | 7   | 4  | 2  | 1  | 1  | 10 | 6  | +4  |
| 6      | Catar          | 6   | 4  | 2  | 0  | 2  | 6  | 3  | +1  |
| 7      | México         | 6   | 4  | 2  | 0  | 2  | 7  | 7  | 0   |
| 8      | Uruguay        | 4   | 4  | 1  | 1  | 2  | 8  | 5  | +3  |
| 9      | España         | 4   | 3  | 1  | 1  | 1  | 7  | 2  | +5  |
| 10     | Burkina Faso   | 4   | 3  | 1  | 1  | 1  | 4  | 4  | 0   |
| 11     | Nueva Zelanda  | 3   | 3  | 1  | 0  | 2  | 3  | 8  | -5  |
| 12     | Polonia        | 2   | 3  | 0  | 2  | 1  | 3  | 4  | -1  |
| 13     | Alemania       | 2   | 3  | 0  | 2  | 1  | 1  | 2  | -1  |
| 14     | Malí           | 2   | 3  | 0  | 2  | 1  | 0  | 1  | -1  |
| 15     | Jamaica        | 0   | 3  | 0  | 0  | 3  | 0  | 10 | -10 |
| 16     | Tailandia      | 0   | 3  | 0  | 0  | 3  | 1  | 17 | -16 |

## Goleadores
| Jugador             | Selección      | Goles |
| ------------------- | -------------- | ----- |
| Ismael Addo         | Ghana          | 7     |
| Waleed Rasoul       | Catar          | 4     |
| Leonardo            | Brasil         | 4     |
| Aitor               | España         | 3     |
| Alejandro Da Silva  | Paraguay       | 3     |
| Ibrahim Attiku      | Ghana          | 3     |
| Bernard Dong-Bortey | Ghana          | 3     |
| Landon Donovan      | Estados Unidos | 3     |
| Nathaniel Lamptey   | Ghana          | 3     |